# Chiavetta di Woodruff

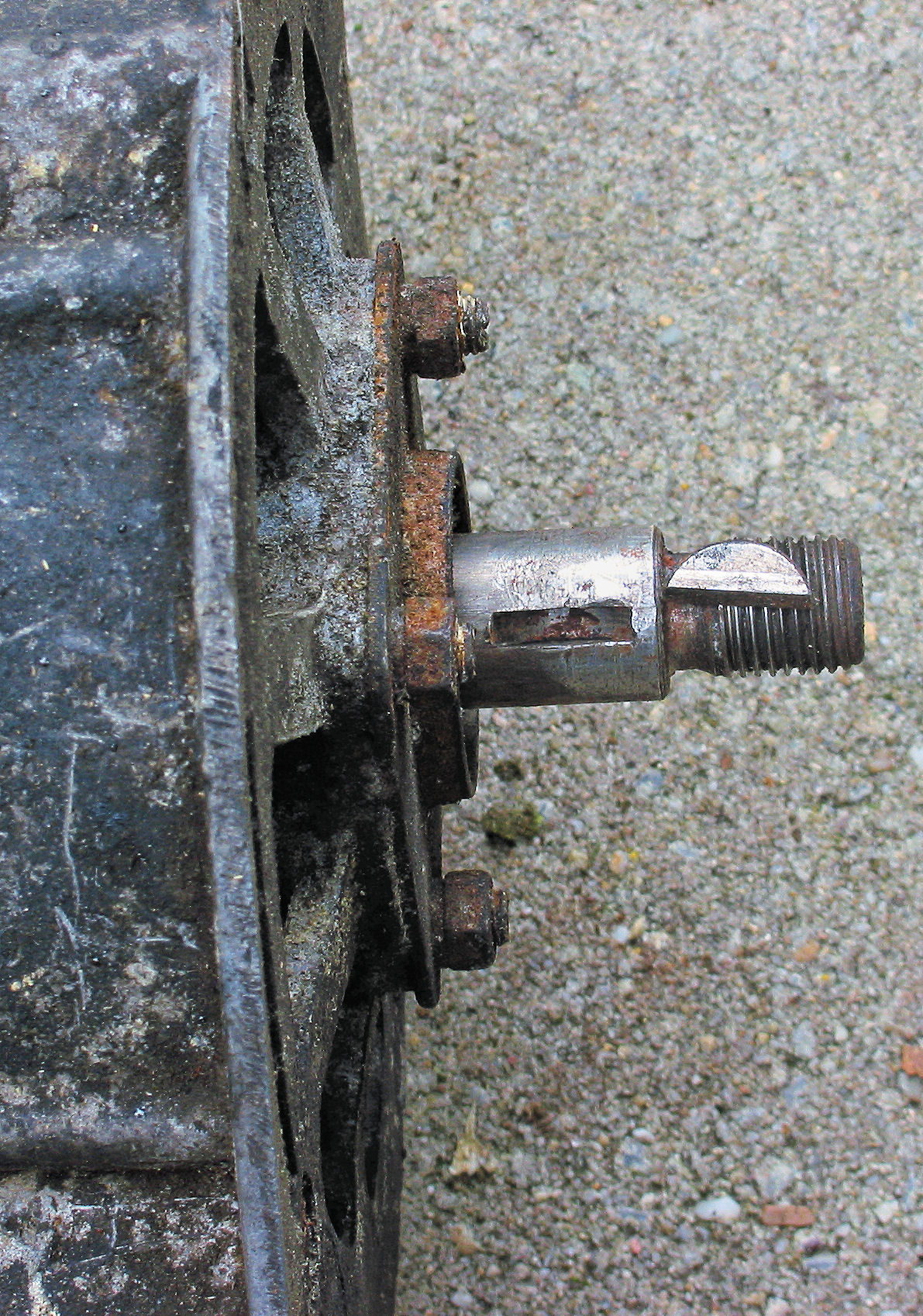
Linguetta a mezzaluna

La chiavetta di Woodruff (Woodruff key) è un particolare tipo di linguetta, quindi un dispositivo utile per il corretto accoppiamento di parti meccaniche all'albero motore.

## Storia
Il dispositivo è stato sviluppato dallo statunitense W.N. Woodruff ed è stato presentato nel 1888; per quest'invenzione Woodruff ricevette la medaglia John Scott dall'Istituto Franklin.

## Descrizione e funzione
Tale linguetta è un particolare di dimensioni contenute, che va alloggiato in una sede dell'albero motore e che serve per la messa in fase o per permettere la trasmissione in potenza all'organo meccanico che va applicato all'albero motore; inoltre tale linguetta è in grado di evitare stress meccanici eccessivi, rompendosi a uno sforzo troppo elevato.

## Usi e funzione
Tale linguetta  è molto utilizzata in elettromeccanica e meccanica, tutti ambiti dove è richiesto un accoppiamento tra un albero e un corpo esterno, che richiedono:
- Limite di forza: questa linguetta viene utilizzata quando bisogna garantire un disaccoppiamento in caso di un esercizio troppo gravoso sull'albero motore.
- Fasatura: con l'uso di tale linguetta si può adoperare una determinata fasatura dei vari organi; ne è un esempio l'impianto d'accensione

## Linguette sfalsate

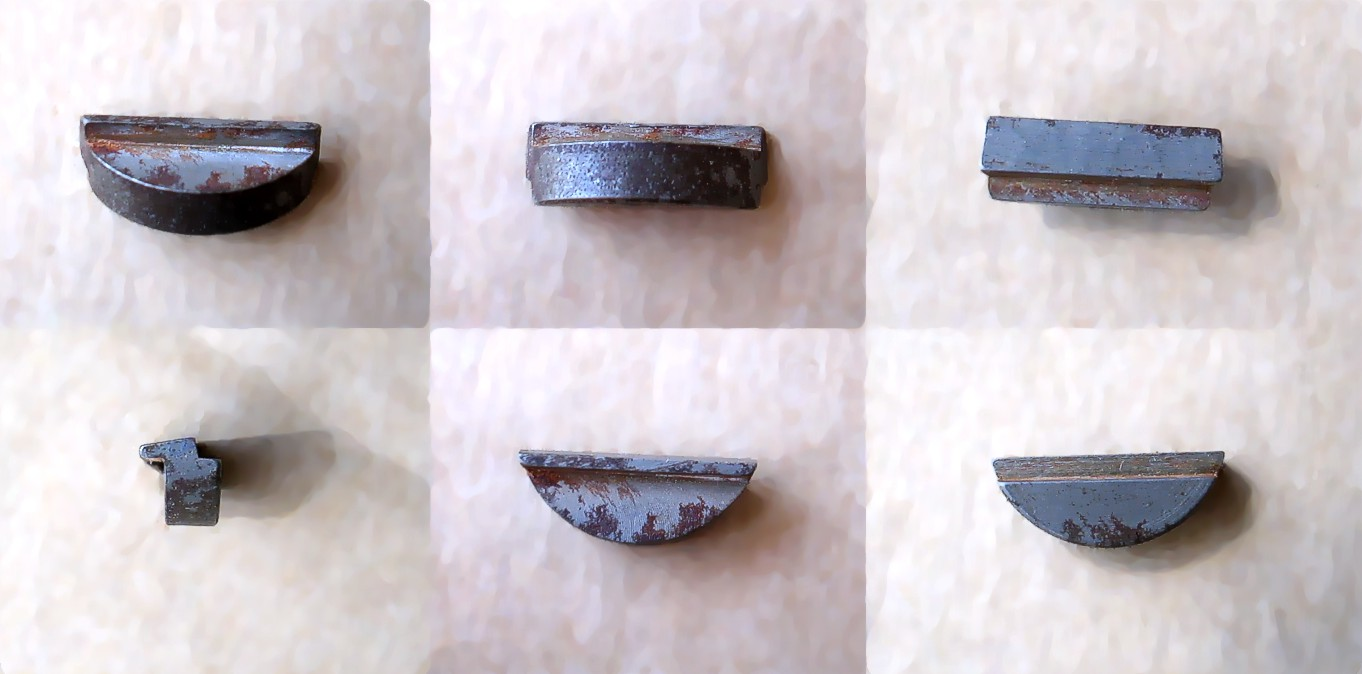
Linguetta di Woodruff sfalsata, vista da più angolazioni.

Queste linguette sono degli oggetti che permettono di variare la fasatura di due organi, in tutti quei casi in cui non è possibile agire diversamente; di norma esse sono utilizzate per taluni impianti d'accensione, i quali non hanno la possibilità di regolazione del sensore. Questa linguetta prende anche il nome di "linguetta d'anticipo".

## Alternative

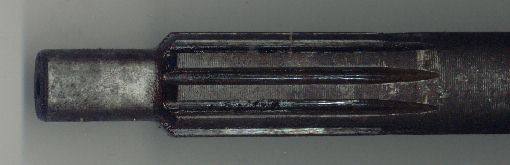
Albero con profilo scanalato.

Nel caso non sia richiesta la caratteristica di disaccoppiamento in casi d'eccessiva forza, perché tale sistema viene usato su un altro albero o perché inapplicabile, per poter trasmettere la forza su un ingranaggio si utilizza:
- Profilo scanalato, sistema che caratterizza l'albero dalla presenza di molte scanalature, su cui viene alloggiato l'ingranaggio che viene vincolato a ruotare insieme all'albero, questo sistema viene utilizzato anche nei cambi per poter far scorrere l'ingranaggio e permettere il cambio di marcia.
- Linguetta, più resistente della Woodruff ma non orientabile.